# Volleybal op de Paralympische Zomerspelen 2012 (mannen)
Het volleybaltoernooi voor mannen tijdens de Paralympische Zomerspelen 2012 in Londen vond plaats in het ExCeL Exhibition Centre waar tevens het vrouwentoernooi werd georganiseerd. 
Het toernooi bestond uit een groepsfase en een eindronde. De tien deelnemende teams waren verdeeld in twee groepen van vijf. Binnen elke groep werd een halve competitie gespeeld waarna de beste vier teams van elke groep doorgingen naar de kwartfinales. Vanaf daar werd via een knockoutsysteem gespeeld, met een troostfinale om de derde plaats te bepalen.

## Selecties
| Bosnië en Herzegovina Safet Alibasic Nizam Cancar Sabahudin Delalic Mirzet Duran Ismet Godinjak Dzevad Hamzic Ermin Jusufovic Benis Kadrid Adnan Kesmer Adnan Manko Asim Medic Ejub Mehmedovic | Brazilië Gilberto Lourenco Levi Cesar Gomes Carlos Barbosa Daniel Jorge da Silva Deivisson Ladeira Rogerio Camargo Giovani de Freitas Wellington Platini Silva da Anunciação Renato de Oliveira Leite Wescley Conceição de Oliveira Anderson Ribas da Silva | China Tong Jiao Shan Sunku Jin Heng Gao Hui Wang Shuo Zhou Canming Wang Haidong Zhao Peiwen Zhang Zhongmin Li Lei Ding Xiaochao                                                                         | Duitsland Alexander Schiffler Thomas Renger Stefan Hähnlein Sebastian Czpakowski Heiko Wiesenthal Peter Schlorf Jürgen Schrapp Christoph Herzog Barbaros Sayilir Torben Schiewe                  | Egypte Hesham Abdelmaksod Tamer Morgan Khalil Yasser Saad Abd El Wahab Hassan Ashraf Zaghloul Abdel Aziz Taher Adel Elbahaey Ahmed Mohammed Soliman Khamis Ahmed Mohammed Fadl Mohamed Ezzeldin Mohamed Elsayed Moussa Saad Abdel Nabi Ahmed Abdel Latif Mohamed Ibrahim |
| | | | | |
| Groot-Brittannië Netra Rana Justin Phillips Samuel Scott John Munro Benjamin Thomas Hall John Worrall Robert Richardson Anton Raimondo Richard Dobell Charles Walker James Roberts             | Iran Majid Lashgarisanami Reza Peidayesh Davood Alipourian Ahmad Eiri Iran Gostareshe Foulad Naser Hassanpour Alinazari Sadegh Bigdeli Jalil Eimery Seyedsaeid Ebrahimibaladezaei Isa Zirahi Ramezan Salehi Hajikolaei Mohammad Khaleghi                    | Marokko Rachid Benekri Abderrahim Aniss Hicham El Jamili Khalid Dami Abdelghani El Fitir Mohammed Qouchairi Mohamed Souabi Youness Zaaboul Hicham Aziani Rachid Abdelouafi Karim Essaadi Khalid Chtaibi | Rusland Tanatkan Bukin Sergei Pozdeev Viktor Milenin Sergei Yakunin Svyatoslav Kartashev Aleksei Volkov Dmitry Gordienko Evgeny Volosnikov Andrei Lavrinovich Anatoliy Krupin Aleksandr Savichev | Rwanda Dominique Bizimana James Rutikanga Vincent Tuyisenge Jean Rukundo Jean Baptiste Murema Callixte Twagirayezu Jean Bosco Ngizwenimana Jean Baptiste Gahamanyi Fulgence Hagenimana Eric Ngirinshuti Emile Vuningabo                                                  |

## Groepsfase
| Legenda kleuren in de tabellen |
| ------------------------------ |
| Door naar de kwart finales     |
| Spelen om de 9de plaats        |

### Groep A
Stand
| # | Ploeg            | Punten | Wedstrijden | Wedstrijden | Spelpunten | Spelpunten | Spelpunten | Sets | Sets | Sets  |
| # | Ploeg            | Punten | W           | V           | W          | V          | Ratio      | W    | V    | Ratio |
| - | ---------------- | ------ | ----------- | ----------- | ---------- | ---------- | ---------- | ---- | ---- | ----- |
| 1 | Duitsland        | 8      | 4           | 0           | 340        | 266        | 1,278      | 12   | 3    | 4,000 |
| 2 | Rusland          | 7      | 3           | 1           | 356        | 275        | 1,295      | 11   | 5    | 2,200 |
| 3 | Egypte           | 6      | 2           | 2           | 424        | 402        | 1,055      | 9    | 6    | 1,500 |
| 4 | Groot-Brittannië | 5      | 1           | 3           | 230        | 276        | 0,833      | 3    | 9    | 0,333 |
| 5 | Marokko          | 4      | 0           | 4           | 157        | 300        | 0,523      | 0    | 12   | 0,000 |

Wedstrijden
alle tijden zijn West-Europese Zomertijd (UTC +1:00)
| Datum      | Tijd  |                  | Score |           | Set 1 | Set 2 | Set 3 | Set 4 | Set 5 |
| ---------- | ----- | ---------------- | ----- | --------- | ----- | ----- | ----- | ----- | ----- |
| 30-08-2012 | 14:00 | Groot-Brittannië | 0 – 3 | Rusland   | 14–25 | 18–25 | 20–25 |       |       |
| 30-08-2012 | 19:00 | Egypte           | 3 – 0 | Marokko   | 25–10 | 25–12 | 25–22 |       |       |
| 31-08-2012 | 11:00 | Duitsland        | 3 – 0 | Marokko   | 25–11 | 25–10 | 25–9  |       |       |
| 31-08-2012 | 21:00 | Groot-Brittannië | 0 – 3 | Egypte    | 15–25 | 17–25 | 22–25 |       |       |
| 01-09-2012 | 11:00 | Rusland          | 2 – 3 | Duitsland | 18–25 | 25–11 | 19–25 | 25–15 | 13–15 |
| 02-09-2012 | 14:00 | Groot-Brittannië | 3 – 0 | Marokko   | 25–20 | 25–19 | 25–12 |       |       |
| 02-09-2012 | 21:00 | Egypte           | 2 – 3 | Rusland   | 25–22 | 25–19 | 18–25 | 21–25 | 11–15 |
| 03-09-2012 | 11:00 | Groot-Brittannië | 0 – 3 | Duitsland | 19–25 | 16–25 | 14–25 |       |       |
| 04-09-2012 | 09:00 | Egypte           | 1 – 3 | Duitsland | 16–25 | 22–25 | 25–23 | 24–26 |       |
| 04-09-2012 | 14:00 | Rusland          | 3 – 0 | Marokko   | 25–13 | 25-8  | 25–11 |       |       |

### Groep B
Stand
| # | Ploeg                 | Punten | Wedstrijden | Wedstrijden | Spelpunten | Spelpunten | Spelpunten | Sets | Sets | Sets   |
| # | Ploeg                 | Punten | W           | V           | W          | V          | Ratio      | W    | V    | Ratio  |
| - | --------------------- | ------ | ----------- | ----------- | ---------- | ---------- | ---------- | ---- | ---- | ------ |
| 1 | Iran                  | 8      | 4           | 0           | 322        | 207        | 1.566      | 12   | 1    | 12,000 |
| 2 | Bosnië en Herzegovina | 7      | 3           | 1           | 309        | 240        | 1.288      | 10   | 3    | 3,333  |
| 3 | Brazilië              | 6      | 2           | 2           | 257        | 230        | 1.117      | 6    | 6    | 1,000  |
| 4 | China                 | 5      | 1           | 3           | 243        | 266        | 0.914      | 3    | 9    | 0,333  |
| 5 | Rwanda                | 4      | 0           | 4           | 115        | 300        | 0.383      | 0    | 12   | 0,000  |

Wedstrijden
alle tijden zijn West-Europese Zomertijd (UTC +1:00)
| Datum      | Tijd  |                       | Score |                       | Set 1 | Set 2 | Set 3 | Set 4 | Set 5 |
| ---------- | ----- | --------------------- | ----- | --------------------- | ----- | ----- | ----- | ----- | ----- |
| 30-08-2012 | 16:00 | Bosnië en Herzegovina | 3–0   | China                 | 26–24 | 25–21 | 25–17 |       |       |
| 30-08-2012 | 21:00 | Iran                  | 3–0   | Rwanda                | 25–11 | 25–6  | 25–8  |       |       |
| 31-08-2012 | 14:00 | Brazilië              | 3–0   | Rwanda                | 25–5  | 25–5  | 25–13 |       |       |
| 01-09-2012 | 14:00 | Iran                  | 3–0   | China                 | 25–15 | 25–19 | 25–12 |       |       |
| 01-09-2012 | 21:00 | Bosnië en Herzegovina | 3–0   | Brazilië              | 25–14 | 25–21 | 25–19 |       |       |
| 02-09-2012 | 9:00  | China                 | 3–0   | Rwanda                | 25–10 | 25–13 | 25–17 |       |       |
| 03-09-2012 | 14:00 | Iran                  | 3–0   | Brazilië              | 25–21 | 25–15 | 25–17 |       |       |
| 03-09-2012 | 21:00 | Bosnië en Herzegovina | 3–0   | Rwanda                | 25–7  | 25–12 | 25–8  |       |       |
| 04-09-2012 | 11:00 | Brazilië              | 3–0   | China                 | 25–17 | 25–23 | 25–20 |       |       |
| 04-09-2012 | 16:00 | Iran                  | 3–1   | Bosnië en Herzegovina | 22–25 | 25-18 | 25–18 | 25–22 |       |

## Knock-outfase
alle tijden zijn West-Europese Zomertijd (UTC +1:00)

### 7de plaats
| Datum      | Tijd  |         | Score |        | Set 1 | Set 2 | Set 3 | Set 4 | Set 5 |
| ---------- | ----- | ------- | ----- | ------ | ----- | ----- | ----- | ----- | ----- |
| 07-09-2012 | 14:00 | Marokko | 1 – 3 | Rwanda | 25–27 | 22–25 | 23–25 |       |       |

### Finales
|  | Kwartfinale | Kwartfinale           | Kwartfinale           | Kwartfinale | Kwartfinale | Kwartfinale | Kwartfinale |    |           | Halve finale | Halve finale     | Halve finale     | Halve finale     | Halve finale     | Halve finale     | Halve finale     |                  |  | Finale | Finale                | Finale | Finale | Finale | Finale | Finale |
|  |             |                       |                       |             |             |             |             |    |           |              |                  |                  |                  |                  |                  |                  |                  |  |        |                       |        |        |        |        |        |
|  |             | Duitsland             | 19                    | 21          | 25          | 25          | 15          |    |           |              |                  |                  |                  |                  |                  |                  |                  |  |        |                       |        |        |        |        |        |
|  |             | China                 | 25                    | 25          | 21          | 19          | 10          |    |           |              |                  |                  |                  |                  |                  |                  |                  |  |        |                       |        |        |        |        |        |
|  |             | China                 | 25                    | 25          | 21          | 19          | 10          |    | Duitsland | 19           | 20               | 14               |                  |                  |                  |                  |                  |  |        |                       |        |        |        |        |        |
|  |             |                       |                       |             |             |             |             |    | Duitsland | 19           | 20               | 14               |                  |                  |                  |                  |                  |  |        |                       |        |        |        |        |        |
|  |             |                       | Bosnië en Herzegovina | 25          | 25          | 25          |             |    |           |              |                  |                  |                  |                  |                  |                  |                  |  |        |                       |        |        |        |        |        |
|  |             | Egypte                | Bosnië en Herzegovina | 25          | 25          | 25          | 17          | 16 | 22        |              |                  |                  |                  |                  |                  |                  |                  |  |        |                       |        |        |        |        |        |
|  |             | Egypte                |                       |             |             |             | 17          | 16 | 22        |              |                  |                  |                  |                  |                  |                  |                  |  |        |                       |        |        |        |        |        |
|  |             | Bosnië en Herzegovina | 25                    | 25          | 25          |             |             |    |           |              |                  |                  |                  |                  |                  |                  |                  |  |        |                       |        |        |        |        |        |
|  |             |                       |                       |             |             |             |             |    |           |              |                  |                  |                  |                  |                  |                  |                  |  |        | Bosnië en Herzegovina | 19     | 25     | 25     | 25     |        |
|  |             |                       |                       | Iran        | 25          | 21          | 22          | 15 |           |              |                  |                  |                  |                  |                  |                  |                  |  |        |                       |        |        |        |        |        |
|  |             | Rusland               | 18                    | 25          | 25          | 19          | 15          |    |           |              |                  |                  |                  |                  |                  |                  |                  |  |        |                       |        |        |        |        |        |
|  |             | Brazilië              | 25                    | 15          | 15          | 25          | 8           |    |           |              |                  |                  |                  |                  |                  |                  |                  |  |        |                       |        |        |        |        |        |
|  |             | Brazilië              | 25                    | 15          | 15          | 25          | 8           |    | Rusland   | 15           | 18               | 18               |                  |                  |                  |                  |                  |  |        |                       |        |        |        |        |        |
|  |             |                       |                       |             |             |             |             |    | Rusland   | 15           | 18               | 18               |                  |                  |                  |                  |                  |  |        |                       |        |        |        |        |        |
|  |             |                       | Iran                  | 25          | 25          | 25          |             |    |           |              | Bronzen medaille | Bronzen medaille | Bronzen medaille | Bronzen medaille | Bronzen medaille | Bronzen medaille | Bronzen medaille |  |        |                       |        |        |        |        |        |
|  |             | Groot-Brittannië      | Iran                  | 25          | 25          | 25          | 18          | 13 | 15        |              | Bronzen medaille | Bronzen medaille | Bronzen medaille | Bronzen medaille | Bronzen medaille | Bronzen medaille | Bronzen medaille |  |        |                       |        |        |        |        |        |
|  |             | Groot-Brittannië      |                       |             |             |             | 18          | 13 | 15        |              |                  |                  |                  |                  |                  |                  |                  |  |        |                       |        |        |        |        |        |
|  |             | Iran                  | 25                    | 25          | 25          |             |             |    |           |              |                  |                  |                  |                  |                  |                  |                  |  |        | Duitsland             | 20     | 26     | 22     | 25     | 16     |
|  |             |                       |                       |             |             |             |             |    |           |              |                  |                  |                  |                  |                  |                  |                  |  |        | Rusland               | 25     | 24     | 25     | 22     | 14     |

#### Kwart finales
| Datum      | Tijd  |                  | Score |                       | Set 1 | Set 2 | Set 3 | Set 4 | Set 5 |
| ---------- | ----- | ---------------- | ----- | --------------------- | ----- | ----- | ----- | ----- | ----- |
| 05-09-2012 | 09:00 | Duitsland        | 3 – 2 | China                 | 19–25 | 21–25 | 25–21 | 25–19 | 15–10 |
| 05-09-2012 | 11:20 | Rusland          | 3 – 2 | Brazilië              | 18–25 | 25–15 | 25–15 | 19–25 | 15–8  |
| 05-09-2012 | 14:00 | Egypte           | 0 – 3 | Bosnië en Herzegovina | 17–25 | 16–25 | 22–25 |       |       |
| 05-09-2012 | 21:20 | Groot-Brittannië | 0 – 3 | Iran                  | 18–25 | 13–25 | 15–25 |       |       |

##### 5de t/m 8ste plaats
|  | 5e-8ste plaats   | 5e-8ste plaats   | 5e-8ste plaats | 5e-8ste plaats | 5e-8ste plaats | 5e-8ste plaats | 5e-8ste plaats |    |        | 5e plaats        | 5e plaats        | 5e plaats | 5e plaats | 5e plaats | 5e plaats | 5e plaats |
|  |                  |                  |                |                |                |                |                |    |        |                  |                  |           |           |           |           |           |
|  | China            | China            | 25             | 23             | 23             | 25             | 11             |    |        |                  |                  |           |           |           |           |           |
|  | Egypte           | Egypte           | 16             | 25             | 25             | 17             | 15             |    |        |                  |                  |           |           |           |           |           |
|  | Egypte           | Egypte           | 16             | 25             | 25             | 17             | 15             |    | Egypte | Egypte           | 14               | 25        | 21        | 25        | 13        |           |
|  |                  |                  |                |                |                |                |                |    | Egypte | Egypte           | 14               | 25        | 21        | 25        | 13        |           |
|  |                  | Brazilië         | Brazilië       | 25             | 15             | 25             | 15             | 15 |        |                  |                  |           |           |           |           |           |
|  | Brazilië         | Brazilië         | Brazilië       | 25             | 15             | 25             | 15             | 15 | 25     | 25               | 25               |           |           |           |           |           |
|  | Brazilië         | Brazilië         |                |                |                |                |                |    | 25     | 25               | 25               |           |           |           |           |           |
|  | Groot-Brittannië | Groot-Brittannië | 20             | 16             | 22             |                |                |    |        | 7e plaats        | 7e plaats        | 7e plaats | 7e plaats | 7e plaats | 7e plaats | 7e plaats |
|  |                  |                  |                |                |                |                |                |    | China  | China            | 25               | 25        | 25        |           |           |           |
|  |                  |                  |                |                |                |                |                |    |        | Groot-Brittannië | Groot-Brittannië | 14        | 16        | 22        |           |           |

###### 5e-8ste plaats
| Datum      | Tijd  |          | Score |                  | Set 1 | Set 2 | Set 3 | Set 4 | Set 5 |
| ---------- | ----- | -------- | ----- | ---------------- | ----- | ----- | ----- | ----- | ----- |
| 06-09-2012 | 14:00 | China    | 2 – 3 | Egypte           | 25–16 | 23–25 | 23–25 | 25–17 | 11–15 |
| 06-09-2012 | 19:00 | Brazilië | 3 – 0 | Groot-Brittannië | 25–20 | 25–16 | 25–15 |       |       |

###### 7e plaats
| Datum      | Tijd  |       | Score |                  | Set 1 | Set 2 | Set 3 | Set 4 | Set 5 |
| ---------- | ----- | ----- | ----- | ---------------- | ----- | ----- | ----- | ----- | ----- |
| 07-09-2012 | 16:00 | China | 3 – 0 | Groot-Brittannië | 25–14 | 25–16 | 25–22 |       |       |

###### 5e plaats
| Datum      | Tijd  |        | Score |          | Set 1 | Set 2 | Set 3 | Set 4 | Set 5 |
| ---------- | ----- | ------ | ----- | -------- | ----- | ----- | ----- | ----- | ----- |
| 08-09-2012 | 14:00 | Egypte | 2 – 3 | Brazilië | 14–25 | 25–15 | 21–25 | 25–15 | 13–15 |

#### Halve finales
| Datum      | Tijd  |           | Score |                       | Set 1 | Set 2 | Set 3 | Set 4 | Set 5 |
| ---------- | ----- | --------- | ----- | --------------------- | ----- | ----- | ----- | ----- | ----- |
| 06-09-2012 | 16:00 | Duitsland | 0 – 3 | Bosnië en Herzegovina | 19–25 | 20–25 | 14–25 |       |       |
| 06-09-2012 | 21:00 | Rusland   | 0 – 3 | Iran                  | 15–25 | 18–25 | 18–25 |       |       |

#### Bronzen finale
| Datum      | Tijd  |           | Score |         | Set 1 | Set 2 | Set 3 | Set 4 | Set 5 |
| ---------- | ----- | --------- | ----- | ------- | ----- | ----- | ----- | ----- | ----- |
| 08-09-2012 | 16:00 | Duitsland | 3 – 2 | Rusland | 20–25 | 26–24 | 22–25 | 25–22 | 16–14 |

#### Finale
| Datum      | Tijd  |                       | Score |      | Set 1 | Set 2 | Set 3 | Set 4 | Set 5 |
| ---------- | ----- | --------------------- | ----- | ---- | ----- | ----- | ----- | ----- | ----- |
| 08-09-2012 | 18:00 | Bosnië en Herzegovina | 3 – 1 | Iran | 19–25 | 25–21 | 25–22 | 25–15 |       |

## Klassement
| rang   | land                  |
| ------ | --------------------- |
| Goud   | Bosnië en Herzegovina |
| Zilver | Iran                  |
| Brons  | Duitsland             |
| 4      | Rusland               |
| 5      | Egypte                |
| 6      | Brazilië              |
| 7      | China                 |
| 8      | Groot-Brittannië      |
| 9      | Rwanda                |
| 10     | Marokko               |

### Medaillewinnaars
| Goud | Zilver | Brons |
| --- | --- | --- |
| Bosnië en Herzegovina Safet Alibasic Nizam Cancar Sabahudin Delalic Mirzet Duran Ismet Godinjak Dzevad Hamzic Ermin Jusufovic Benis Kadrid Adnan Kesmer Adnan Manko Asim Medic Ejub Mehmedovic | Iran Majid Lashgarisanami Reza Peidayesh Davood Alipourian Ahmad Eiri Iran Gostareshe Foulad Naser Hassanpour Alinazari Sadegh Bigdeli Jalil Eimery Seyedsaeid Ebrahimibaladezaei Isa Zirahi Ramezan Salehi Hajikolaei Mohammad Khaleghi | Duitsland Alexander Schiffler Thomas Renger Stefan Hähnlein Sebastian Czpakowski Heiko Wiesenthal Peter Schlorf Jürgen Schrapp Christoph Herzog Barbaros Sayilir Torben Schiewe |